# Ivankivți, Horodok
Ivankivți (în ucraineană Іванківці) este localitatea de reședință a comunei Ivankivți din raionul Horodok, regiunea Hmelnîțkîi, Ucraina.

## Demografie
Componența lingvistică a localității Ivankivți
     Ucraineană (98,25%)
     Rusă (1,75%)
Conform recensământului din 2001, majoritatea populației localității Ivankivți era vorbitoare de ucraineană (98,25%), existând în minoritate și vorbitori de rusă (1,75%).